# Минерални торове
Минерални торове се наричат неорганичните съединения, съдържащи необходимите елементи за развитието на растенията.
От въздуха и водата растенията получават въглероден диоксид и кислород. За тяхното развитие са необходими и големи количества азот, фосфор, калий и в по-малки количества – мед, калций, цинк, желязо, магнезий и др. Тези елементи се извличат от почвата във вид на йони.
За да се възстановява и обогатява съставът на почвата е необходимо елементите да се внасят под формата на торове. Количеството и видът на мин.торове се определя от вида на почвата и нуждите на растението. В зависимост от елементите, които съдържат, торовете се разделят на азотни, фосфорни и калиеви. По броя на елементите, които се внасят в тях, торовете са прости и комбинирани.
Минералните торове влияят не само върху добивите, но и върху качеството на продуктите. Фосфорните торове са необходими за покълването на семената и заедно с калиевите повишават участието на бобовите треви в тревостоя, а азотното торене засилва растежа на растенията (ускорява развитието на листната маса). За оптимално усвояване на азота от растенията допринася торенето с калий. Нормите на минералните торове се намаляват в случаите, когато се прилага органично торене. При сеитба през пролетта, когато тревната смеска се засява с покровна култура, торовите норми на фосфора и калия е нужно да се завишат с 4 kg/дка, а на азота да се намалят с 2,5 kg/дка.
Минералните торове се използват предимно в големите стопанства, обработващи огромни площи. Колкото по-интензивно е производството, толкова по-малко полезни вещества остават в почвата и толкова по-малко полезни вещества преминават в растенията. Тя е изградена от вода, пясък, глина, минерални соли, въздух и останки от организми. Най-добрата е рохкавата.
Освен въглерода и кислорода които се получават от въздуха, за развитието на растенията са необходими и много елементи, които се вземат от почвата. Наличните в достъпна форма количества от тези хранителни вещества определят плодородието на почвата.
Общоизвестно е, че с растениевъдната продукция от почвата се изнасят големи количества хранителни вещества. За да се запази почвеното плодородие и особено за непрекъснатото му повишаване е необходимо да се внасят хранителни за растенията вещества. Торенето на почвите в този случай е задължитнелно условие. Значението на торовете в този случай се свежда до влиянието им върху растежа, развитието и продуктивността на растенията. С внасянето на торовете се изменят неизбежно и свойствата на почвите, оказва се влияние и върху дейността на почвените микроорганизми.
Растенията, почвата и нейните микроорганизми от своя страна взаимодействат помежду си и променят състава и свойствата на торовете. Подобни взаимодействия протичат и между растенията и почвите. Максимален стопански ефект от торенето може да се постигне само в случаите, когато торенето е съобразено със закономерностите на посочените взаимодействия.
Общите запаси на хранителни за растенията елементи в почвата зависят от процентното им съдържание в нея и от дълбочината на почвения слой. По отношение на тези два фактора отделните почви показват големи разлики. Това важи и за агропроизводственото групиране на почвите, които в България са установени на 67 почвени вида.
Минералните торове са специално произвеждани продукти, които съдържат хранителни елементи за развитието и растежа на растенията.